# Alexandra Mattsson
Kerstin Linnea Alexandra Mattsson, född 13 februari 1986 i Järfälla, är en svensk vänsterpartistisk politiker. Hon är sedan 2022 förskole- barn- och fritidsborgarråd i Stockholms stad.

## Bakgrund
Alexandra Mattsson har en bakgrund som socionom och har arbetat inom socialtjänst och som kurator med både vuxna och barn. Sedan 15 år tillbaka är hon fritidspolitiker för Vänsterpartiet.
Efter kommunvalet i september 2022 i Stockholm stad bildades ett rödgrönt majoritetsstyre med Socialdemokraterna, Miljöpartiet och Vänsterpartiet, med socialdemokraten Karin Wanngård som finansborgarråd och kommunstyrelsens ordförande. En ny förvaltning för förskolan startades där fokus blev att skapa bättre förutsättningar i förskolan och göra den mer likvärdig över hela staden. Borgarråd med ansvar för den nya förvaltningen blev Vänsterpartiets Alexandra Mattsson, som också blev stadens första förskole-, barn- och fritidsborgarråd.